# Mitchell Burgzorg
Mitchell George Burgzorg (Zaandam, 25 juli 1987) is een Nederlands voormalig profvoetballer die als (rechter)verdediger speelt. Hij is ook actief als rapper onder de naam Priester. Sinds juli 2018 speelt Burgzorg bij de amateurs van Ajax, uitkomend in de Derde divisie.

## Clubvoetbal
Mitchell Burgzorg kwam via Hellas Sport Zaandam bij Ajax terecht. Daar doorliep hij de jeugdopleiding tot en met de A1, waarna hij moest vertrekken.
Burgzorg vervolgde zijn carrière bij Ajax' satellietclub HFC Haarlem, waar hij in het seizoen 2006/07 debuteerde in de Eerste divisie. In twee seizoenen speelde hij achtendertig wedstrijden (twee doelpunten) voor HFC Haarlem.
In de zomer van 2008 ging hij naar N.E.C. waar hij aansloot bij het beloftenelftal. Met Jong N.E.C. speelde hij in de Beloften Eredivisie. Hij maakte zijn debuut in de Eredivisie op 25 januari 2009 in de uitwedstrijd tegen Vitesse.
Op 12 mei 2010 werd bekend dat N.E.C. het aflopende contract van Burgzorg niet zou verlengen. Daarna was hij op proef bij AGOVV, maar dat leverde geen contract op.
Op 15 januari 2011 werd bekend dat Burgzorg bij Almere City ging spelen in de Eerste divisie. In mei 2012 tekende hij een contract voor drie seizoenen bij de Bulgaarse landskampioen PFK Ludogorets. Met die club won hij direct de Bulgaarse Supercup. Hij won met zijn club de efbet League in seizoen 2012/13. In november 2013 kwam in het nieuws dat hij gewond geraakt was toen hij aan zijn hoofd getroffen werd door een steen, die gegooid werd door fans van Beroe Stara Zagora die de training van Ludogorets voor het onderlinge bekerduel verstoorden. In juli 2015 gaf Burgzorg aan dat het incident niet klopte maar vanuit zijn club was opgeklopt in de media.
In juni 2014 tekende hij voor twee seizoenen bij Slavia Sofia. Eind 2014 liet hij zijn contract ontbinden, nadat hij zijn salaris niet meer kreeg. Hierna zat hij zonder club en ging vanaf juli 2015 meetrainen bij Almere City, waar hij in augustus een contract voor een jaar tekende. Daarna zat hij wederom zonder club. Begin 2018 ging hij bij OFC trainen. 
In juli 2018 vertrok Burgzorg naar de amateurs van Ajax, uitkomend in de Derde divisie.

## Clubstatistieken
| Seizoen | Club           | Land      | Competitie     | Duels | Goals |
| ------- | -------------- | --------- | -------------- | ----- | ----- |
| 2006/07 | HFC Haarlem    | Nederland | Eerste divisie | 15    | 0     |
| 2007/08 | HFC Haarlem    | Nederland | Eerste divisie | 23    | 2     |
| 2008/09 | N.E.C.         | Nederland | Eredivisie     | 3     | 0     |
| 2009/10 | N.E.C.         | Nederland | Eredivisie     | 20    | 0     |
| 2010/11 | Almere City    | Nederland | Eerste Divisie | 13    | 5     |
| 2011/12 | Almere City    | Nederland | Eerste Divisie | 24    | 2     |
| 2012/13 | PFK Ludogorets | Bulgarije | A Grupa        | 12    | 2     |
| 2013/14 | PFK Ludogorets | Bulgarije | A Grupa        | 12    | 0     |
| 2014/15 | Slavia Sofia   | Bulgarije | A Grupa        | 15    | 1     |
| 2015/16 | Almere City    | Nederland | Eerste Divisie | 19    | 0     |
| Totaal  |                |           |                | 144   | 11    |

Bijgewerkt tot 11 juli 2017

## Erelijst
PFK Ludogorets
- efbet League: 2012/13, 2013/14
- Beker van Bulgarije: 2013/14
- Bulgaarse supercup: 2012, 2013

## Muziek
Burgzorg is ook rapper en onder de artiestennaam Priester maakte hij tot 2011 deel uit van de Zaanse rapformatie LSD. Priester heeft inmiddels al met diverse bekende artiesten samengewerkt.
In de zomer van 2008 maakte hij samen met LSD'er Nino de 24 uur Mixtape volume 1. Het duo kwam met een internethit, genaamd Uit Het Oog die miljoenen views behaalde op Youtube. Het jaar daarop tekende hij bij het label van rapper Nino genaamd; Black Label Music. In 2009 verscheen er vervolgens een grote collabo-clip van Black Label Music, genaamd Swagg On Remix met rappers als Ali B, Brainpower & Excellent. In juni 2010 maakte hij met Ali B en Soufiane Touzani een nummer genaamd de 'Baas in mij'. In augustus 2010 maakt hij met Ali B, Keizer en Gio het nummer Een dagje @ spec. In datzelfde jaar maakten ze samen met de andere Black Label Music leden Singa, Gibba, Lucky LuQ & LSD'er Blexxx de 24 uur Mixtape volume 2.